# 伊夫朗什
伊夫朗什（法語：Yvrench）是法国皮卡第大区索姆省的一个市镇，属于阿布维尔区克雷西昂蓬蒂约县。该市镇2009年时的人口为304人。

## 人口
伊夫朗什人口变化图示
| 数据来源：INSEE |